# Josef Lippert
 Josef Lippert (10. února 1861 Žatec – 17. května 1936 Praha) byl českoněmecký obchodník a podnikatel v gastronomii, zakladatel lahůdkářství Lippert v Praze, místopředseda akciové společnosti Julius Meinl A.G..

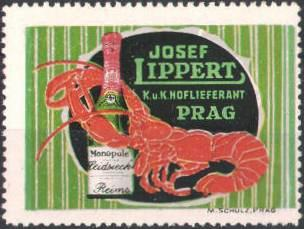
Reklamní nálepka firmy Josefa Lipperta, před rokem 1915

## Život
Josef Lippert přišel do Prahy v roce 1884 po několikaleté praxi ve středoevropských provozech a pravděpodobně v roce 1890 nastoupil jako disponent do lahůdkářství Ferdinanda Wandase, které později sám zakoupil a od 29. března 1892 začal provozovat pod svým jménem. Sídlilo Na příkopě v domě čp. 853/II U černé růže, s průchodem do Panské ulice, později nazývané Lippertova pasáž. 28. října 1893 se Lippert v kostele Panny Marie Vítězné na Malé Straně oženil s Emilií Frauzovou z Karlových Varů.
Lippertovo lahůdkářství proslulo od konce 90. let 19. století, roku 1900 mu byl propůjčen titul c. a k. dvorního dodavatele a za první republiky patřil v Praze ke čtyřem prestižním gastronomickým závodům (Dřeva-Lippert-Paukert-Vaňha). Zavedl si rovněž zasílatelství, nakupoval u něj například herec Vlasta Burian.
V roce 1923 se Lippertova síť gastronomických obchodů propojila s podniky Julia Meinla v Čechách do Akciové společnosti Julius Meinl A.G. se sídly v Praze na Vinohradech a v Litoměřicích, vstoupili do ní svým kapitálem další podnikatelé: Lippertův švagr Dr. Rudolf Knapp (velkostatkář v Českých Budějovicích), bankéři Jindřich Bělohříbek, Ota Freund, Josef Landsmann a další.
V roce 1933 pro svou rodinu zakoupil vilu ve Střešovicích ve Slunné ulici 15, kde bydlel s manželkou a dětmi: synem Viktorem (1899-1969), který společně s otcem firmu rozšířil o restauraci v pasáži z Příkopů do Panské ulice, nazývanou pak Lippertova pasáž, a dcerou Marií (* 1896).
Josef Lippert zemřel ve své vile -údajně náhle- 17. května 1936. Podle nekrologu v té době kromě vedení svých podniků v akciové společnosti Meinl byl také členem správní rady čokoládovny Küfferle v Rohatci, koloniální továrny na likéry ve Vídni a dánsko-rakouských margarinových závodů ve Vídni. Pohřben byl na Olšanských hřbitovech.
Dcera Marie obývala rodinnou vilu ve Střešovicích s manželem Dr. Rudolfem Knappem a jejich dětmi do konce druhé světové války. Viktor i Marie vstoupili v roce 1939 do NSDAP, a proto byly jejich rodiny v květnu 1945 internovány a v roce 1946 vysídleny do Německa.
Viktor Lippert s manželkou bydlel do konce války v podnájmu ve střešovické vile Na dračkách 1. Roku 1943 koupil hotel Saský dvůr (Sachsenhof) v Meiningenu. Budovu hotelu však v květnu 1945 obsadili vojáci Rudé armády a Viktorův podnikatelský záměr nevyšel.
Obchodní značka Lippert byla obnovena po roce 1989 bez spojení s Lippertovou rodinou.

### Související hesla
- Lippertova vila